# Grand Theatre (Rotterdam)

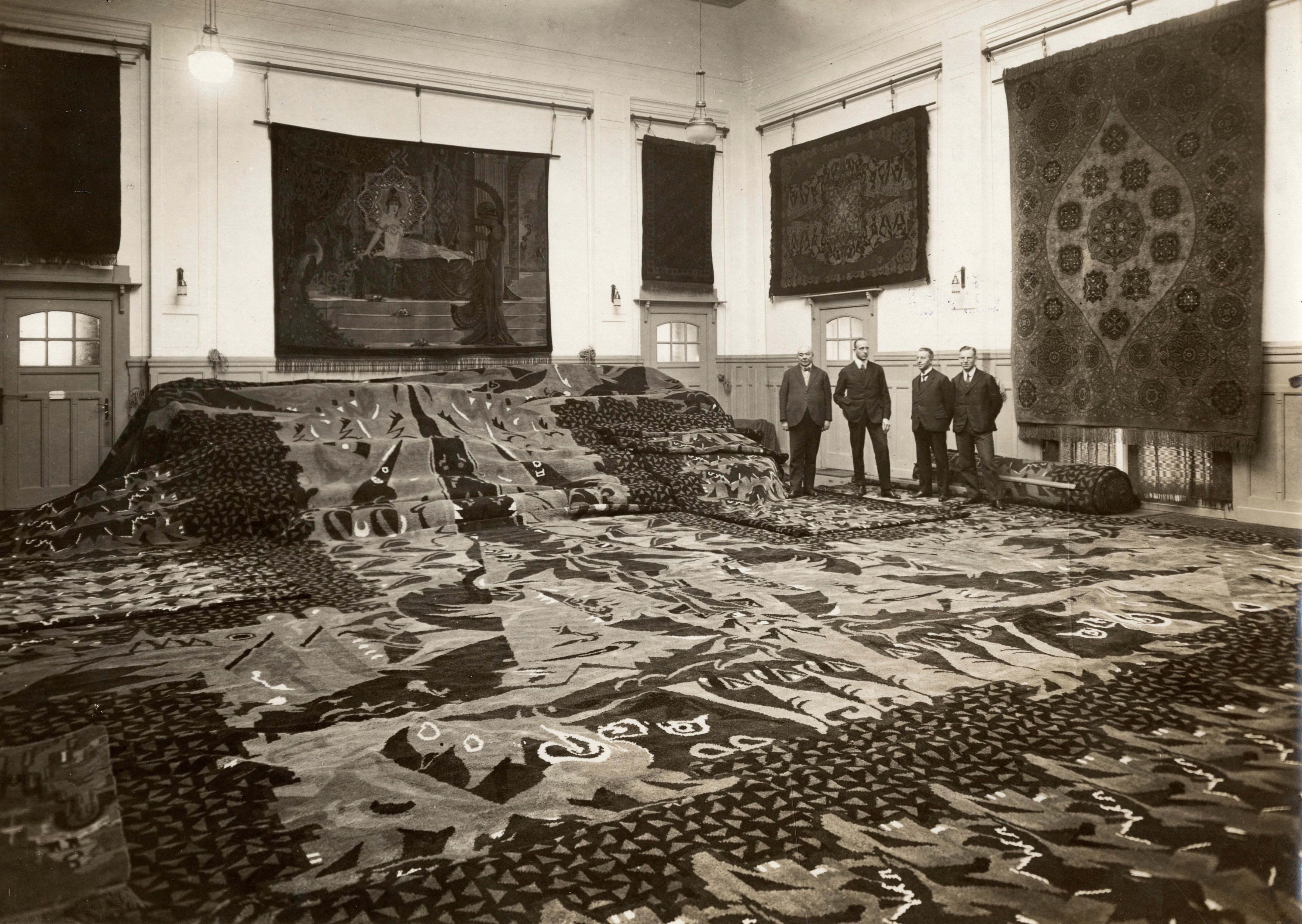
Tapijten van de Koninklijke Vereniging van Tapijtfabrieken (KVT) bestemd voor het Grand Theater (1923)

Het Grand Theatre aan de Pompenburgsingel in Rotterdam was een theater voor films en variété. Eigenaar was het Tuschinski-concern, dat ook eigenaar was van Metropole Tuschinski (1936) in Den Haag en het Theater Tuschinski (1921) in Amsterdam.
Toen Abraham Tuschinski het Grand Théâtre overnam, was dit met 1800 zitplaatsen de grootste bioscoop in Nederland. Nadat Tuschinski 300 stoelen had laten verwijderen om er een groot toneel te plaatsen en een ruimte voor een groot orkest, werd het op 22 december 1923 heropend. De architect van het theater was Jacob van Gelderen; de art-deco-inrichting leek sterk op de inrichting van Theater Tuschinski te Amsterdam. Later werd het aantal zitplaatsen uitgebreid tot 1570. Leo Ott was tussen 1924 en 1929 de vaste organist.
Het Grand Théâtre ging tijdens het bombardement op Rotterdam op 14 mei 1940 verloren.